# Kościół św. Ducha w Gdańsku
Kościół św. Ducha – zabytkowy, nieczynny kościół w Gdańsku, na terenie Głównego Miasta. Obecnie funkcjonuje jako część szkoły podstawowej przy ul. Grobla IV 8.

## Historia[2]

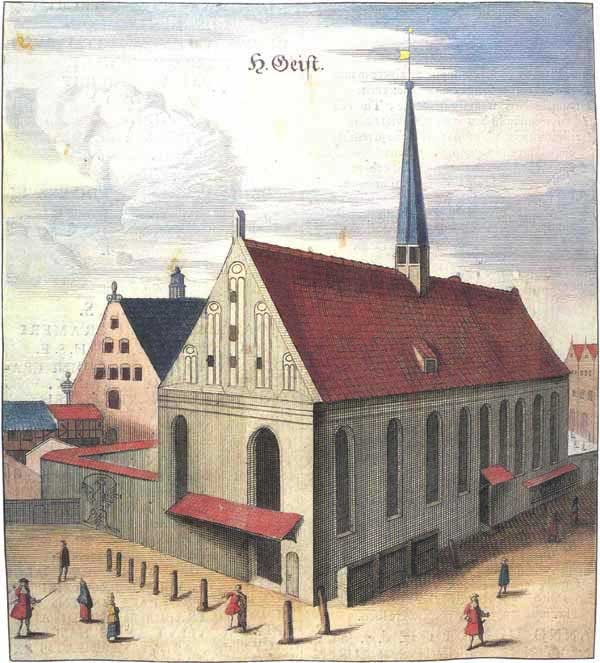
Kościół św. Ducha, ok. 1687

W XIV wieku między ul. U Furty i ul. Tobiasza powstała gotycka kaplica. Kaplica została przykryta dekoracyjnym sklepieniem 
gwiaździstym. W 1357 roku przeniesiono tutaj, do przylegającego do niej budynku, szpital.
W XV wieku została dobudowana do kaplicy nawa kościelna, zmieniając kaplicę w prezbiterium nowego kościoła św. Ducha. Dach zwieńczony został sygnaturką o wysokim spiczastym hełmie. Budynek szpitalny był połączony z nawą kościoła. Południowa ściana mieściła ostrołukowe okna, a po przeciwnej stronie pięć arkad otwierało wnętrze kościoła bezpośrednio na przyległą od północy salę szpitalną. Dzięki temu chorzy mogli brać udział w nabożeństwach. Od 1557 roku kościół był w rękach protestantów.
W połowie XVII wieku rozebrano budynek szpitala i kościół św. Ducha stał się budowlą wolnostojącą. Zamurowane zostały arkady i przebite okna w nawie północnej.
W 1807 roku spłonęła sygnaturka.
W 1945 roku spaliła się więźba dachowa i wystrój wnętrza kościoła. Po II wojnie światowej częściowo odrestaurowanej świątyni odebrano sakralny charakter i połączono ją z nowo wybudowaną szkołą podstawową. Kościół pełni obecnie funkcje szatni (parter) i sali gimnastycznej (na piętrze).

## Galeria

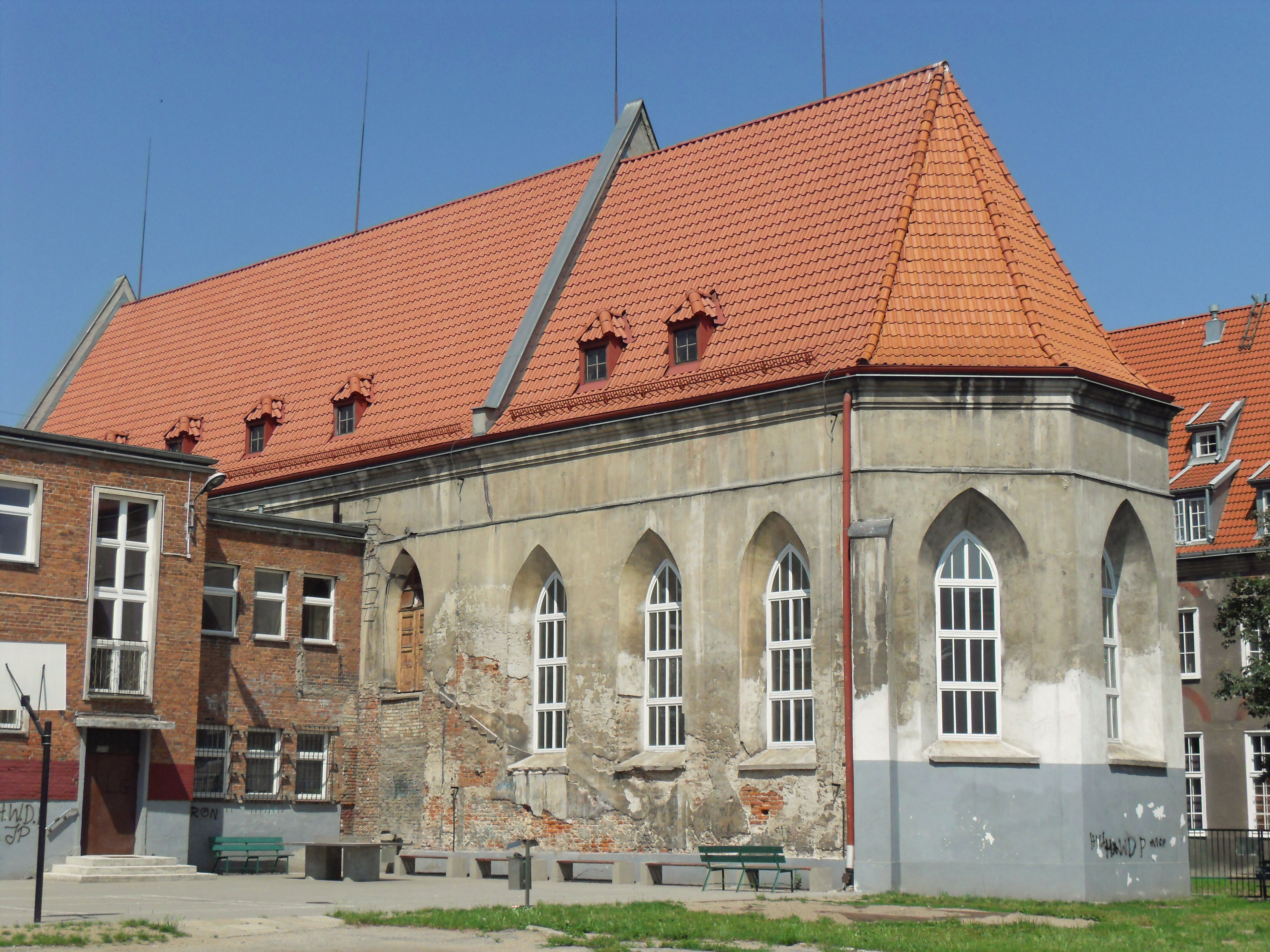
Tył kościoła
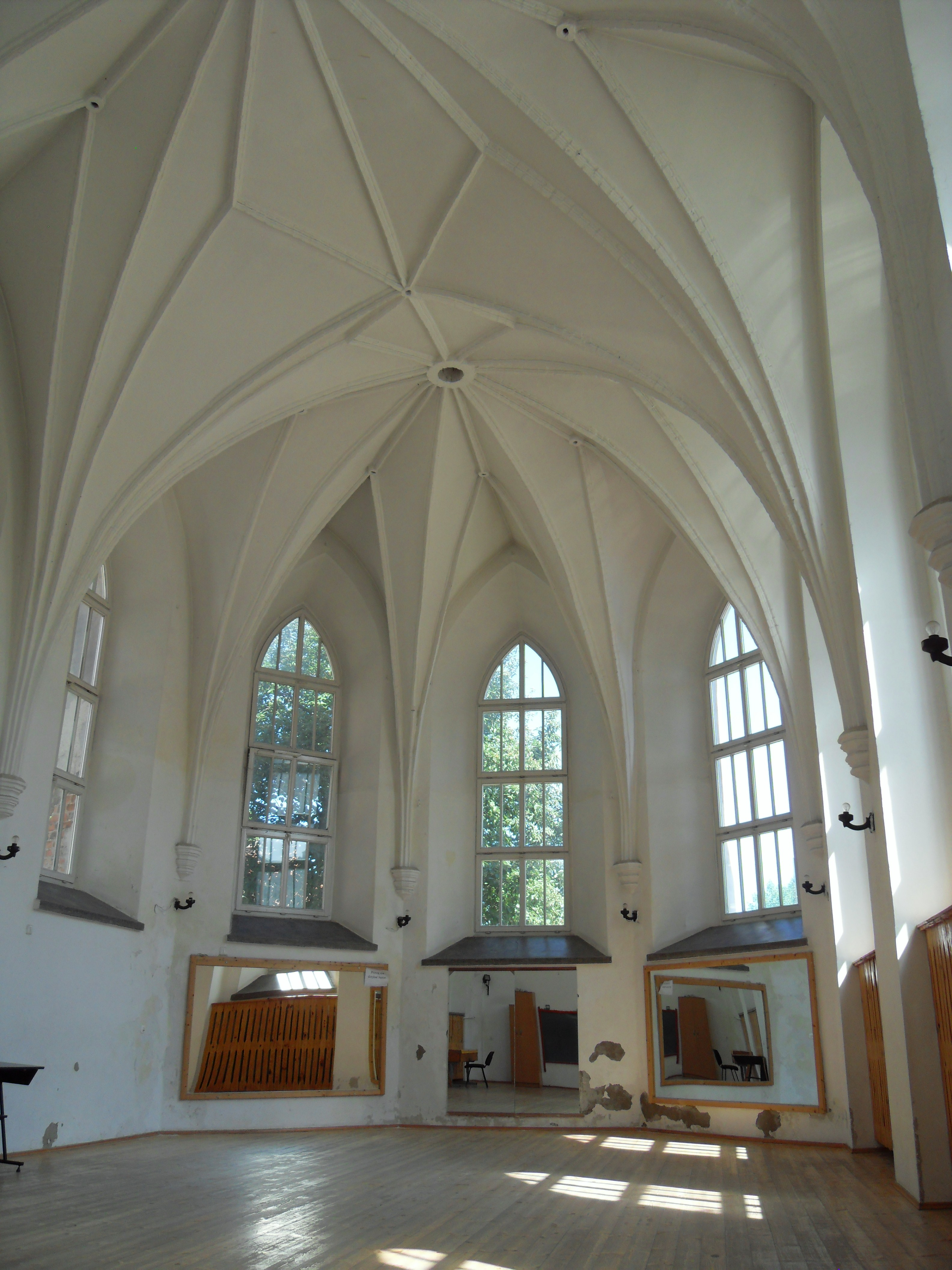
Wnętrze kościoła
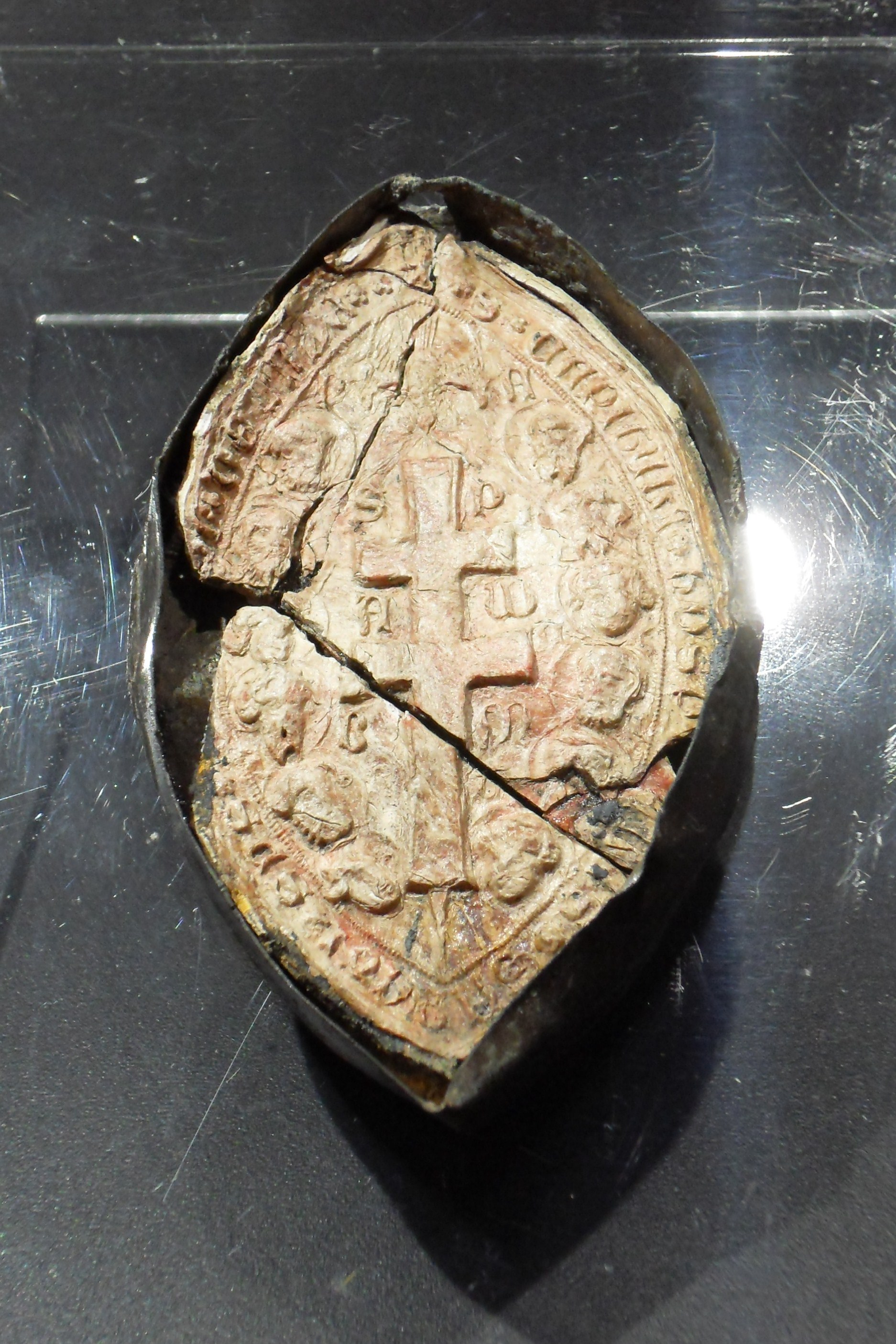
Pieczęć szpitala św. Ducha, XIV-XV wiek